# Heather Paige Kent
Heather Dubrow (Bronx, Nova Iorque, 5 de Janeiro de 1969) é uma atriz estadunidense mais conhecida por sua participação no reality show The Real Housewives of Orange County. Também conhecida por seus trabalhos na televisão, principalmente Maddie Keller em Stark Raving Mad e Lydia DeLucca em That's Life, no qual ela também mostrou talento para a música, ao compor o tema do seriado, Learnin' As I Go.

## Filmografia

### Televisão
- 2002 That's Life como Lydia DeLucca
- 2000 Stark Raving Mad como Margaret "Maddie" Keller
- 1999 The Norm Show como Diane
- 1999 Early Edition como Maddie Stefanovich
- 1997 Life with Roger como Kate
- 1997 Jenny como Maggie Marino
- 1997 Men Behaving Badly como Ellen
- 1994 Married with Children como Cherise

### Cinema
- 2002 Now You Know como Marty
- 2002 The First $20 Million Is Always the Hardest como Claudia Goss